# روبرتو ساباتينو لوبيز
روبرتو ساباتينو لوبيز (بالإيطالية: Roberto Sabatino Lopez)‏ (8 أكتوبر 1910 - 6 يوليو 1986) ويعرف أيضاً باسم روبرت لوبيز هو مؤرخ إيطالي أمريكي لتاريخ العصور الوسطى الأوروبية الاقتصادي. درس لسنوات عديدة في جامعة ييل كأستاذ للتاريخ.